# David Munrow
David John Munrow (Birmingham, 12 agosto 1942 – Chesham Bois, 15 maggio 1976) è stato un flautista britannico, virtuoso di flauto dolce, nonché storico della musica antica e direttore.

## Biografia
Munrow nacque a Birmingham Gran Bretagna, figlio di Albert Munrow, professore di educazione fisica all'Università di Birmingham, autore di un trattato sull'argomento, cui sono stati intitolati diversi centri sportivi nel Regno Unito. David frequentò la King Edward's School di Birmingham fino al 1960 con ottimi risultati.
Nel 1960 David andò in Perù sotto l'egida del British Council per insegnare la lingua inglese come volontario. Ritornò in patria con un flauto boliviano ed altri strumenti latino-americani. Studiò lingua e letteratura inglese presso il Pembroke College di Cambridge (Università di Cambridge): La sua passione per gli strumenti antichi data a quando, sulla parete dello studio di un amico, egli notò un cromorno  ed iniziò a studiarlo. Questa improvvisa passione culminò poi nel libro Instruments of the Middle Ages and Renaissance che scrisse nel (1976). Partito come pianista, cantante e fagottista, poco per volta iniziò a studiare vari strumenti a fiato di epoca medioevale e rinascimentale. Entrò nella Royal Shakespeare Company come suonatore di fagotto ma presto iniziò a suonare strumenti a fiato del tempo di Shakespeare. Nonostante fosse un virtuoso di molti strumenti a fiato, decide di dedicarsi particolarmente al flauto dolce. Il suo stile inglese, discreto e controllato era in netta contrapposizione con la grande flessibilità tonale espressa dall'olandese Frans Brüggen ed altri.
Nel 1967 divenne lettore all'Università di Leicester e sposò Gillian Reid. Si associò con Christopher Hogwood per fondare l'Early Music Consort of London, nel quale ognuno dei componenti era un virtuoso del suo strumento. Molto spesso, in funzione del repertorio eseguito, venivano utilizzati altri strumentisti di valore come Nigel North e Robert Spencer, entrambi ottimi liutisti. Dal 1968 iniziò a girare il mondo alla ricerca di strani strumenti di ogni paese. Egli fece costruire strumenti a fiato del medioevo da Otto Steinkopf. Nel 1970 due fiction televisive furono musicate da lui: The Six Wives of Henry VIII e Elizabeth R.
Fu un uomo di grande energia. Nel corso della sua breve carriera riuscì a realizzare oltre 50 album musicali, alcuni dei quali vennero poi resi disponibili anche su CD. OLtre che con l'Early Music Consort, egli registrò con l'ensemble Musica Reservata, con il Deller Consort di Alfred Deller e i King's Singers. Registrò opere di Bach e Monteverdi ma la sua attività principale fu indirizzata alle musiche del rinascimento. Il suo cofanetto di album con l'Early Music Consort The Art of the Netherlands registrato nel 1976 (EMI SLS5049), costituì un enorme veicolo per la diffusione del genere presso il grande pubblico..
Sul canale radio BBC Radio 3 presentò Pied Piper, un programma di musica che spaziava da Monteverdi alla Electric Light Orchestra.
Oltre che in programmi radio apparve anche in televisione in programmi come Ancestral Voices (BBC2) e Early Musical Instruments (ITV). Iniziò così un'opera di divulgazione presso il grande pubblico di un genere musicale allora noto soltanto agli studiosi. Molte sue trasmissioni sono state poi replicate anche dopo la sua morte.
I suoi interessi personali erano concentrati nei viaggi, lo sport della vela, il jazz e l'antiquariato. Egli fu anche un valente linguista. Scrisse anche di musica ed in particolare suoi sono gli scritti sui booklet che accompagnavano i suoi dischi.
Munrow si impiccò nel 1976; le morti di suo padre e del suo patrigno, cui dedicò il suo ultimo libro, sembrano avere contribuito alle motivazioni del suo suicidio.

## Eredità
Sicuramente David Munrow, più che ogni altro nella seconda metà del XX secolo, contribuì a rendere popolare la musica antica in Gran Bretagna, nonostante la sua carriera non sia durata che dieci anni. Ciò è sottolineato dal fatto che il Comitato incaricato di scegliere le musiche per il Voyager Golden Record, disco da inviare nello spazio con la sonda Voyager, scelse una sua registrazione.
David Munrow ci ha lasciato non solo le sue registrazioni, ma anche una grande collezione di strumenti musicali. Il suo archivio, trasferito alla Royal Academy of Music contiene una collezione di sue lettere, giornali, sceneggiature TV, spartiti musicali e libri. La collezione è accessibile al pubblico. Il catalogo online del National Sound Archives contiene le sue registrazioni e quelle di numerosi altri personaggi.
Informazioni sulla vita e sui lavori di David Munrow possono essere trovati su:
- Early Music
- Dictionary of National Biography di Christopher Hogwood
- New Grove Dictionary of Music and Musicians; The Art of David Munrow

## Discografia parziale
- Registrazioni con l'ensemble Musica Reservata, in qualità di solista:
  - French Court Music of the Thirteenth Century (1967)
  - Music from the 100 Years War (1968)
  - Music from the Decameron (1969)
  - 16th Century Italian Dance Music (1970)
  - Music from the Court of Burgundy (1971)
- Registrazioni con l'Early Music Consort of London, in qualità di interprete e direttore:
  - Ecco la primavera - Florentine Music of the 14th Cent (1969)
  - Music of the Crusades (1970)
  - The Triumphs of Maximilian I (1970)
  - Music for Ferdinand and Isabella of Spain (1972)
  - The Art of Courtly Love (1973)
  - Praetorius - Dances and Motets (1973)
  - Instruments of the Middle Ages and Renaissance (1976)
  - Monteverdi's Contemporaries (1976)
  - Greensleeves to a Ground (1976)
  - Festival of Early Music - Music from 14th Century Florence, Music of the Crusades & The Triumphs of Maximilian (1976)
  - Henry Purcell: Birthday Odes for Queen Mary (1976)
  - The Art of the Netherlands (1976)
- The Young Tradition e Early Music Consort
  - Galleries (1968)
- The Round Table & David Munrow
  - Spinning Wheel (1969)
  - "Saturday Gigue/Scarborough Fair" (single) (1969)
- Shirley and Dolly Collins & the Early Music Consort of London
  - Anthems in Eden (1969)
- Royal Shakespeare Wind Band, diretta da Guy Wolfenden
  - Music From Shakespeare's Time (1969)
- David Munrow, Gillian Reid, Christopher Hogwood
  - Pleasures of the court - Festival dance music by Tielman Susato & Thomas Morley (1971)
- David Munrow, Oliver Brookes, Robert Spencer, Christopher Hogwood
  - The amorous flute (1973)
- David Munrow solo or in various combinations
  - Telemann: Suite for Recorder and Orchestra, Concerti for Recorder and Orchestra by Sammartini and Handel
  - The Art of the Recorder (1975)
  - The Art of David Munrow (1971 - 1976)
- Musica per radio, televisione e cinema
  - Le sei mogli di Enrico VIII (BBC TV) (1970)
  - Elisabetta Regina (BBC TV) (1970)
  - The Devils (diretto da Ken Russell) (1971)
  - Zardoz (diretto da John Boorman) (1973)
  - Tolkien  (BBC radio) (1973)
  - La Course en tête - Documentario sul ciclista Eddy Merckx (1974)

## Premi
- Grammy Award per la migliore orchestra da camera
  - David Munrow (direttore) & l'Early Music Consort of London per The Art of Courtly Love (1977)